# Opuntia leucotricha
El duraznillo blanco, duraznillo rojo, xoconostle amarillo, nopal chaveño o nopal blanco (Opuntia leucotricha) es una especie fanerógama perteneciente a la familia Cactaceae nativa de México. Opuntia leucotricha fue descrita por Augustin Pyrame de Candolle y publicado en Mémoires du Muséum d'Histoire Naturelle 17: 119. 1828. Opuntia: nombre genérico que proviene del griego usado por Plinio el Viejo para una planta que creció alrededor de la ciudad de Opus en Grecia. leucotricha: epíteto latino que significa "con pelo blanco".

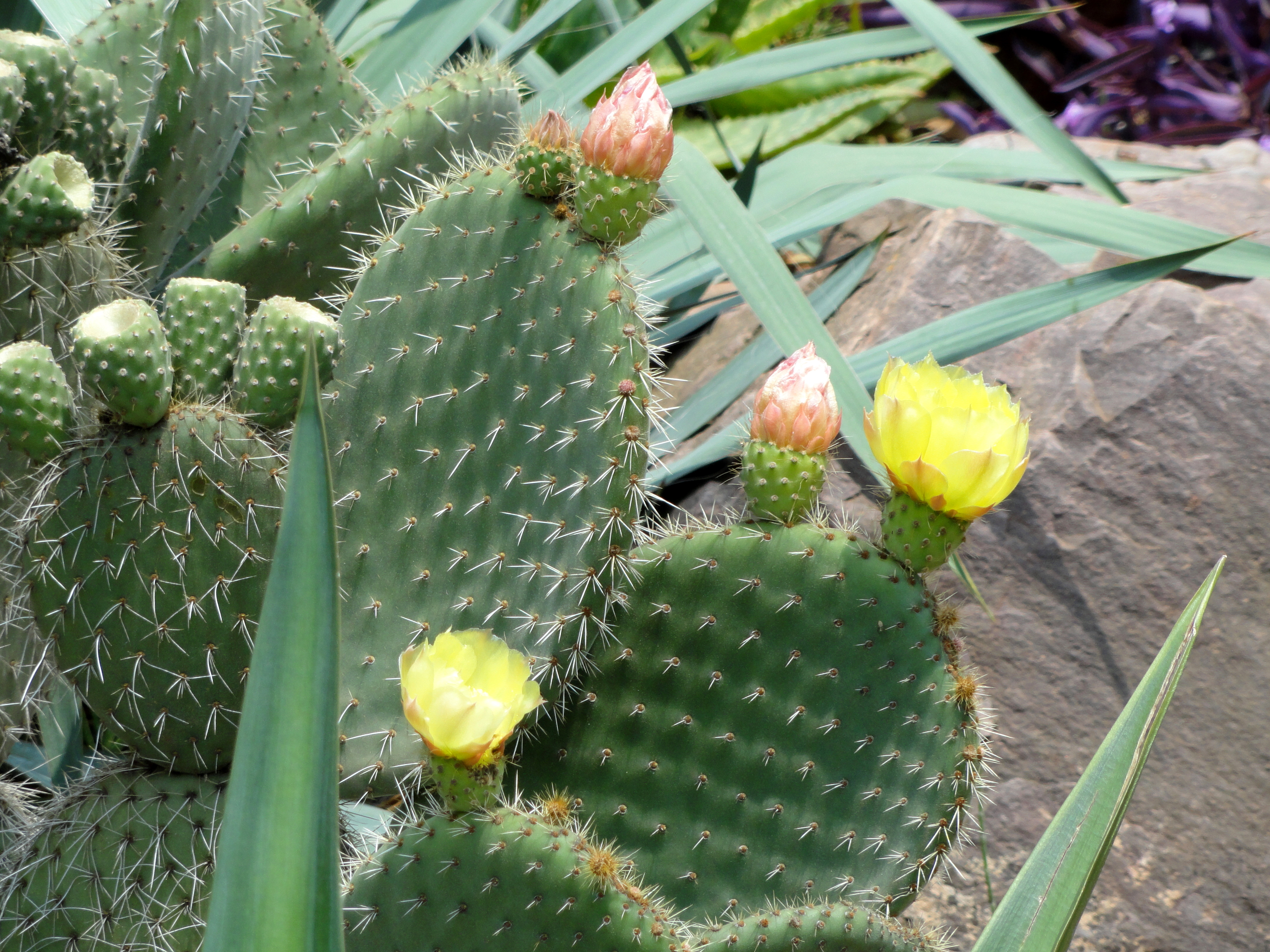
En flor

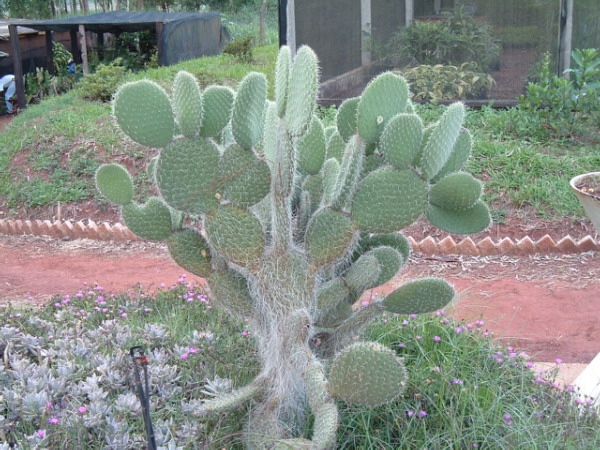
Vista de la planta

## Clasificación y descripción
Planta arbórea, de ramificación abierta, 1.80-5.0 m de altura, copa poco extendida. Tronco. bien definido, angosto, escamoso, de color marrón grisáceo, sin pelos. Cuando la planta es juvenil, está recubierta de largos pelos blancos. Cladodios ovados a obovados, ápice obtuso, de 18-28 cm de largo x 11 a 17 cm de ancho, de color verde claro grisáceo. Epidermis pubescente, con granulaciones epidérmicas. Aréolas numerosas, a nivel de la epidermis, dispuestas en 18-20 series, circulares a obovadas, de 0.8 a 1.5 cm distantes entre sí. Glóquidas amarillas, dispuestas en la parte superior de la aréola. Pelos cerdosos 1-2, retorcidos, hasta 1 cm de largo. Espinas 3-7, en la parte inferior de la aréola, acicular, aplanada, flexible, cerdosa, la mediana es la más larga, hasta 3 cm de largo, doblada en la base, amarillenta con la punta translúcida, pasando a blancas con la edad. Planta juvenil con el tallo totalmente recubierto, de cerdas blanco amarillentas, de 4.5-8 cm de largo; hojas subuladas, caducas, de color castaño purpúreo oscuro o color de rosa con la base verdosa. Flores de 5-8 cm de largo, amarillo verdosas, con manchas rojizas; pericarpelo de 3 x 2.5 cm de ancho, no tuberculado, con 6 series de aréolas circulares, con hoja basal roja con el ápice reflejo, sólo las aréolas superiores con cerdas, de 1-3 cm de largo, ascendentes, blanco amarillentas, lana marrón clara y glóquidas amarillas; estambres con filamentos cortos, blancos a amarillo verdosos y anteras amarillo pálido; estilo claviforme, de 2.8 cm de largo, rojo o blanco verdoso; flores viejas rosadas. Frutos obovados, muy juntos, de 4-6 cm de diámetro, de color durazno (rosado) o verde amarillento; con aréolas circulares, numerosas, cercanas entre sí, sin cerdas o pelos, con fieltro blanco grisáceo y glóquidas amarillas; cicatriz umbilical aplanada, ligeramente hundida. Semillas elipsoides, arilo lateral ancho, regular, taza del hilo lateral, corta, poco hundida.

## Distribución
Especie endémica de México, su distribución es en los estados de; Coahuila, Durango, Jalisco, San Luis Potosí, Guanajuato, Tamaulipas y Zacatecas, Querétaro e Hidalgo . Es reportada como planta naturalizada en Florida, y como una especie cultivada en Islas Bermudas.

## Ambiente
Especie que forma parte del matorral xerófilo crasuláceo, con pastizal y matorral micrófilo, cuyo clima es árido y muy árido, con precipitaciones menores a los 400 mm anuales y con una gran fluctuación de temperatura, se puede localizar en altitudes que van de los 1600 a 2300 m s. n. m. No es tan exigente en cuanto a la calidad de suelos, suele encontrarse en suelos arcillosos, pedregosos y con mucha pendiente.

## Estado de conservación
Está relativamente protegida dentro de la reserva de la biosfera Sierra Gorda, Querétaro y en el Parque ecológico Cubitos, Pachuca, Hidalgo. Especie, amenazada por el cambio de uso del suelo y actividades humanas. No está considerada en la NOM-059-ECOL-2010-SEMARNAT. Pero está considerada en el apéndice II del CITES. Tampoco se encuentra bajo ninguna categoría de acuerdo a la Unión Internacional de la Conservación de la Naturaleza (IUCN)